# Brachiomonas ellipsoidalis
Brachiomonas ellipsoidalis là một loài tảo trong họ Chlamydomonadaceae, thuộc chi Brachiomonas.